# Subaru (télescope)
Pour les articles homonymes, voir Subaru (homonymie).
Le télescope Subaru (en japonais すばる望遠鏡, Subaru bōenkyō, littéralement « télescope Subaru »), basé au Mauna Kea sur l'île d'Hawaï, est un télescope Ritchey-Chrétien de 8,2 mètres de diamètre fonctionnant en visible et en infrarouge. C'est le plus grand télescope de l'Observatoire astronomique national du Japon, principal organisme de recherche japonais dans le domaine de l'astronomie. Le télescope, qui utilise les dernières technologies dans le domaine telles que l'optique adaptative et un dôme optimisé pour réduire les turbulence atmosphériques, dispose de 7 instruments qui sont installés à quatre foyers. Il est inauguré en 1999.  

## Historique
La construction du télescope Subaru est décidée en 1991 et les travaux au sommet du Mauna Kea débutent en juin 1992. La construction de la structure du télescope débutent en juillet 1994. Le polissage du miroir primaire est réalisé entre août 1994 et août 1998. Entre-temps, la structure du télescope (banc optique, dôme) est achevé (mars 1997) et une base logistique est inaugurée à Hilo (avril 1997). Sa première lumière date du 28 janvier 1998 mais les observations scientifiques ne débutent qu'en décembre 2000 après une phase de mise au point.
Subaru doit son nom à l'amas ouvert d'étoiles éponyme, connu en français sous le nom de Pléiades. En japonais, « Subaru », qui se prononçait autrefois Sumaru, signifie rassembler, ce qui est parfaitement adapté à un observatoire ouvert à la recherche internationale.

## Site

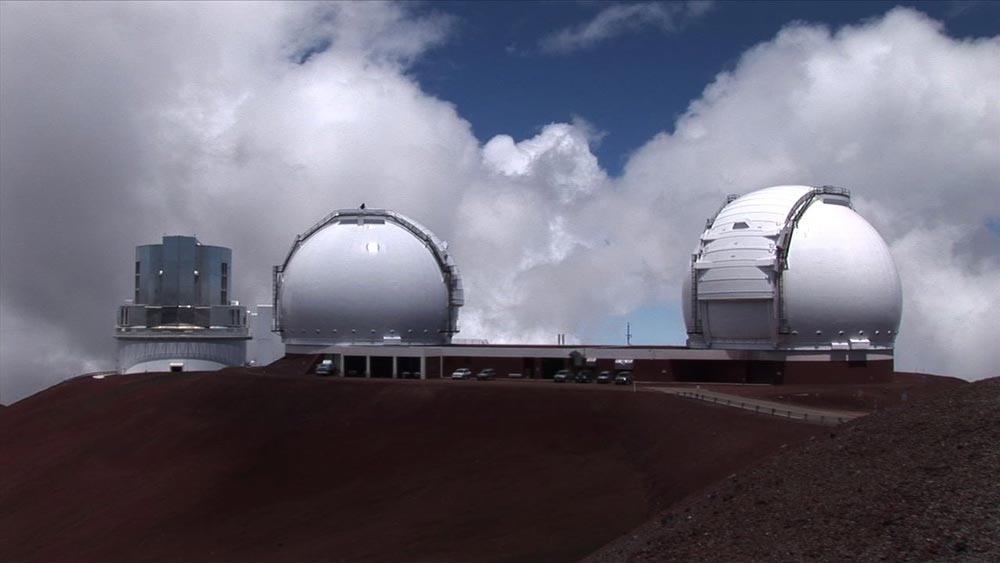
Les deux télescopes Keck et le télescope Subaru à gauche en arrière-plan

Le télescope Subaru est installé à une altitude de 4 139 mètres au sommet du Mauna Kea, un volcan éteint et point culminant de la plus grande île de l'archipel d'Hawaï (États-Unis). Le Mauna Kea est un sommet isolé qui échappe à la plupart des perturbations de l'atmosphère terrestre. Les nuages se maintiennent généralement en dessous du sommet. L'éloignement du continent fait que les alizés sont modérés tandis que la pollution lumineuse est limitée du fait du nombre réduit de villes. Le Mauna Kea est avec le désert de l'Atacama au Chili un des sites les plus favorables pour l'observation astronomique dans le monde. Aussi y trouve-t-on 13 télescopes appartenant à 11 pays. Le Mauna Kea accueille trois autres télescopes de la classe des 8-10 mètres : le télescope Gemini Nord et les deux Keck.

## Caractéristiques techniques
Subaru est caractérisé par son ouverture (diamètre du miroir primaire) de 8,2 mètres qui en fait à l'époque de son inauguration l'un des plus grands télescopes de la planète. Subaru fait partie d'une nouvelle génération de télescopes qui introduit de nouvelles techniques permettant d'améliorer considérablement les performances des instruments : optique adaptative, dôme optimisé pour réduire les turbulences liées à l'atmosphère, système de pointage ultra précis, capacité d'installation de 7 instruments distribués entre 4 foyers. Comme tous les télescopes de grande taille, Subaru est de type Nasmyth c'est-à-dire qu'il s'agit d'un télescope de type Cassegrain comprenant un troisième miroir supplémentaire qui réfléchit latéralement la lumière. Compte tenu de son poids l'optique est portée par une monture azimutale qui permet d'orienter le télescope en azimut et en hauteur. 
La structure du télescope, qui supporte l'optique Ritchey-Chrétien est haute de 22,2 mètres pour un diamètre maximal de 27,2 mètres. Sa masse est de 555 tonnes. Elle pivote avec une vitesse maximale de 0,5°/seconde et permet un pointage sans assistance d'une précision de 0,1 seconde d'arc. La partie optique comprend un miroir primaire de 8,2 mètres de diamètre effectif et 20 centimètres d'épaisseur. Réalisé en verre à coefficient de dilatation thermique ultra-faible, il pèse 22,8 tonnes. Sa longueur focale est de 15 mètres. Des instruments peuvent être installés au foyer primaire (focale f 2.0), au foyer Cassegrain (f 12,2) et aux deux foyers Nasmyth l'un destiné à l'observation en lumière visible (f 12,6), l'autre en infrarouge (f 13,6). La résolution angulaire sans utilisation de l'optique adaptative est de 0,2 seconde d'arc pour la longueur d'onde 2,15 micromètres. Le dôme de forme cylindrique, qui pivote avec le télescope, est haut de 43 mètres pour un diamètre à la base de 40 mètres. Il est recouvert de panneaux d'aluminium et sa masse est de 2 000 tonnes.
Le télescope dispose de miroirs secondaires distincts pour les observations en infrarouge et en lumière visible. Ils ont tous un diamètre de 1,3 mètre mais se distinguent par leur revêtement : une couche d'aluminium est utilisée pour les observations en visible tandis que le miroir utilisé pour l'infrarouge est recouvert d'une couche d'argent qui permet d'atteindre un taux de réflexion à 99%. Les miroirs peuvent être échangés en deux heures. À la place du miroir secondaire (au foyer primaire) peut être installé l'instrument Hyper Suprime-Cam.

## Instruments
| Instrument                                             | Type                                   | Installation | Caractéristiques | Position                      | Statut       |
| ------------------------------------------------------ | -------------------------------------- | ------------ | --- | ----------------------------- | ------------ |
| Hyper Suprime-Cam (HSC)                                | Caméra grand champ                     | 2014         | Champ de vue 1,5° 87 millions de pixels | Foyer primaire                | Opérationnel |
| Multi-Object Infrared Camera and Spectrograph (MOIRCS) | Caméra spectrographe proche infrarouge | 2004         | Champ de vue : 4 x 7 minutes d'arc Spectre : 0,9- 2,5 micromètres Résolution spatiale : 0,117" Résolution spectrale : 400-3000                                               | Foyer Cassegrain              | Opérationnel |
| Infrared Camera and Spectrograph (IRCS)                | Caméra spectrographe infrarouge        | 2000         | Champ de vue : 21 à 51 secondes d'arc Spectre : 1-5 micromètres Résolution spatiale : 0,02" à 0,052" Résolution spectrale : 5000-20000                                       | Foyer Cassegrain puis Nasmyth | Opérationnel |
| Cooled Mid Infrared Camera and Spectrometer (COMICS)   | Caméra spectrographe infrarouge moyen  | 1999         | Champ de vue : 42 X 32 secondes d'arc (caméra) Spectre : 7,5-25 micromètres Résolution spatiale : 0,13" (imagerie) à 0,165" (spectrographe) Résolution spectrale : 250-10000 | Foyer Cassegrain              | Opérationnel |
| Faint Object Camera And Spectrograph (FOCAS)           | Caméra spectrographe multi objets      | 2000         | Champ de vue : 6 minutes d'arc Spectre : 0,4-1 micromètre | Foyer Cassegrain              | Opérationnel |
| High Dispersion Spectrograph (HDS) (COMICS)            | Spectrographe à haute résolution       | 2000         | Champ de vue : 2,6 secondes d'arc (caméra) Spectre : 0,31-0,93 micromètre Résolution spectrale : 100 000                                                                     | Foyer Cassegrain              | Opérationnel |
| 188-Element Adaptive Optics (AO)                       | Optique adaptative                     | 2000         | Spectre : 0,6-5 micromètres | Foyer Nasmyth Infrarouge      | Opérationnel |

## Résultats
Ce télescope, parmi d'autres, aura la tâche d'essayer d'observer et de prouver l'existence de l'hypothétique planète Neuf.